# Dave Edwards
David Edwards (14 de dezembro de 1939 – 6 de dezembro de 2016) foi um jogador estadunidense profissional de futebol americano que atuava como linebacker.

## Carreira
Dave Edwards foi campeão da temporada de 1971 da National Football League jogando pelo Dallas Cowboys.